# Štaflík a Špagetka
Štaflík a Špagetka je český animovaný seriál režiséra Václava Bedřicha, scenáristky Aleny Munkové podle námětu Jiřího Munka a výtvarníka Zdeňka Smetany s původním názvem Psí život, který vznikl jako večerníček pro děti pro vysílání v někdejší Československé televizi v roce 1971.
Seriál má celkem 39 dílů po 8 minutách. První díly vznikly už v roce 1968 a premiéru měly již v roce 1969. Původní název Psí život museli však autoři kvůli tehdejší politické atmosféře změnit. Na televizní obrazovku byla první černobílá třináctidílná série uvedena až roku 1971. Následovala druhá – nyní už barevná – série třinácti dílů z roku 1988. Třetí a prozatím poslední třináctidílná řada byla natočena v roce 2014.
Hlavními postavami jsou dva stylizovaní pejsci (černý dlouhý Špagetka, bílý vysoký Štaflík), třetí výraznou postavou všech příběhů se stala vrána (havran/krkavec).. Všechny tři měly předlohu ve zvířatech, která v dětství choval Jan Munk.

## Seznam dílů
První řada byla natočena černobíle, další dvě řady už barevně:

### První řada
1. Jak Štaflík a Špagetka přišli o boudu - 14. listopadu 1971
2. Jak Štaflík a Špagetka nemohli usnout - 16. listopadu 1971
3. Jak Štaflík a Špagetka začali stavět dům - 17. lstopadu 1971
4. Jak Štaflík a Špagetka zdili - 18. listopadu 1971
5. Jak se Štaflík a Špagetka opalovali - 19. listopadu 1971
6. Jak Štaflík a Špagetka dělali střechu - 21. listopadu 1971
7. Jak Štaflík a Špagetka malovali - 23. listopadu 1971
8. Jak Štaflík a Špagetka stěhovali - 24. listopadu 1971
9. Jak se Štaflík a Špagetka zařizovali - 25. listopadu 1971
10. Jak si Štaflík a Špagetka dělali zahrádku - 26. listopadu 1971
11. Jak Štaflík a Špagetka vařili - 28. listopadu 1971
12. Jak si Štaflík a Špagetka hráli - 30. listopadu 1971
13. Jak Štaflík a Špagetka letěli na výlet - 1. prosince 1971

### Druhá řada
1. Správný tón
2. Namaluj si sám
3. Mistři tance
4. Vášnivý čtenář
5. Chůvy
6. Proutkaři
7. Rybáři
8. Divadlo
9. Šachy
10. Sportovci
11. Stavebnice
12. Fofografové
13. Konečně dobrý skutek

### Třetí řada
1. Siláci
2. Letecký den
3. Marodi
4. Velké koupání
5. Soutěž krásy
6. Velký úklid
7. Výlet balonem
8. Psí dostihy
9. Mokré dopoledne
10. Výlet na hrad
11. Sochaři
12. Psí škola
13. Vánoční pohoda

## Knižní vydání
Seriál byl vydán v roce 2000 nakladatelstvím Albartros i v knižní podobě, jeho autorkou je Alena Munková, neuvedeným spoluautorem Jiří Munk.